# ブラーフーイー語
ブラーフーイー語（-ご、بروہی brāhūī）またはブラーフイー語はドラヴィダ語族の北部ドラヴィダ語派に分類される言語の1つ。主に、パキスタンのバローチスターン州北東部および、アフガニスタンのカンダハール州南部に話者がいる。イランの一部にも少数の話者がいるといわれる。
現在ドラヴィダ語族に属する言語の話者の大多数がインド南部にいるが、ブラーフーイー語の話者の多くはそれとは地理的に遠く離れたパキスタン西部で生活している。またこの地域以外にも、カラチ、カラート、ハイデラバードなどにも話者がいる。話者は大多数がその地域の優勢言語であるバローチー語などとの多重言語話者であるためにその人数は正確に把握しづらい。エスノローグによれば約240万人とされているが、これは多分に第二言語としての話者が多く見積もられており、ブラーフーイー語の母語話者は約30万人と推定されている。ブラーフーイー語の話者は大多数が居住地域で広く使われる言語、とりわけバローチー語などインド・ヨーロッパ語族のイラン系諸言語との併用話者である。そのためブラーフーイー語は他のドラヴィダ諸言語には見られないイラン系言語からの影響を受けており、イラン系言語（バローチー語やペルシア語など）やアラビア語から大量に語彙を借用しているほか、文法にもその影響が見られる。書記されるようになったのは最近のことであるため文学は発達していない。

## 正書法

### アラビア文字
ブラーフーイー語話者はイスラム教徒が多く、そのため言語の書記にはアラビア文字が用いられている。ドラヴィダ語族の中では、ブラーフミー系文字以外を用いて書かれるのはブラーフーイー語のみである。ブラーフーイー語は本来口語であったが、20世紀後半よりアラビア文字によって書かれるようになった。イラン、パキスタン、アフガニスタンでは、ナスタアリーク体によって書かれる。

### ラテン文字
Brolikvaと呼ばれるラテン文字正書法がバローチスタン大学ブラーフイー語部門によって開発されている。タラールという現地の新聞はこれを採用している。
下記は新しく作られているBráhuí Báşágal Brolikva正書法である:
| b | á | p | í | s | y | ş | v | x | e | z | ź | ģ | f | ú | m | n | l | g | c | t | ŧ | r | ŕ | d | o | đ | h | j | k | a | i | u | ń | ļ |

ダイアクリティカルマーク付きの文字は長母音、後部歯茎音、反り舌音、有声軟口蓋摩擦音、無声歯茎側面摩擦音である。

## 音韻
母音には長短の区別が有り、短母音 /a, i, u/ と長母音 /aː, eː, iː, oː, uː,/ が存在する。また二重母音として /aɪ, aʊ/ が存在する。 
|          |          | 両唇音 | 唇歯音 | 歯音 | 歯茎音 | 歯茎音 | 後部歯茎音 | そり舌音 | 硬口蓋音 | 軟口蓋音 | 声門音 |
| 非側面音 | 側面音   | 両唇音 | 唇歯音 | 歯音 |        |        | 後部歯茎音 | そり舌音 | 硬口蓋音 | 軟口蓋音 | 声門音 |
| -------- | -------- | ------ | ------ | ---- | ------ | ------ | ---------- | -------- | -------- | -------- | ------ |
| 破裂音   | 無声音   | p      |        | t̪    |        |        |            | ʈ        |          | k        | ʔ      |
| 破裂音   | 有声音   | b      |        | d̪    |        |        |            | ɖ        |          | g        |        |
| 破擦音   | 無声音   |        |        |      |        |        | t͡ʃ         |          |          |          |        |
| 破擦音   | 有声音   |        |        |      |        |        | d͡ʒ         |          |          |          |        |
| 摩擦音   | 無声音   |        | f      |      | s      | ɬ      | ʃ          |          |          | x        | h      |
| 摩擦音   | 有声音   |        |        |      | z      |        | ʒ          |          |          | ɣ        |        |
| 鼻音     | 鼻音     | m      |        | n̪    |        |        | ɳ          |          |          |          |        |
| 接近音   | 接近音   |        |        |      |        | l      |            |          | j        | w        |        |
| はじき音 | はじき音 |        |        |      | ɾ      |        |            | ɽ        |          |          |        |

## 言語名別称
- ブラーフイー語
- ブラーフーイ語
- ブラーフィー語

- Birahui
- Brahuidi
- Brahuigi
- Kur Galli
- Brahuiki
- Brahudi

## 方言
- Sarawan (brh-sar)
- Kalat (brh-kal)
- Jharawan (brh-jha)